# IKAROS
IKAROS (acronimo di Interplanetary Kite-craft Accelerated by Radiation Of the Sun) è una sonda spaziale giapponese, la prima in assoluto ad aver usato come sistema di propulsione con successo una vela solare, che lo ha portato fino a Venere.
La sonda, montata su un vettore H-IIA della Japan Aerospace Exploration Agency (JAXA), è stata lanciata il 20 maggio 2010.

## Scopi

Illustrazione schematica della vela fotonica di IKAROS, a dispiegamento avvenuto.
Legenda dei simboli:
1 (quadrati azzurri allineati) Masse di bilanciamento 0,5 kg, 1 di 4
2 (rettangolo arancio) dispositivi LCD, 1 di 80
3 (quadrato azzurro) Membrana spessa 7,5 µm, per una diagonale di 20 metri
4 (rettangolo nero) Celle solari spesse 25 µm
5 (linee gialle e blu) Cavi
6 (disco blu) Corpo principale
7 (punti gialli) Strumentazione

La missione spaziale IKAROS è la prima astronave al mondo a usare la vela solare come propulsore principale. È progettata con lo scopo di mettere alla prova quattro punti chiave della tecnologia spaziale:
1. Dispiegamento e controllo di una vela solare costituita da una membrana sottile
2. Celle solari a film sottile integrate nella vela per fornire energia al carico utile
3. Misurazione dell'accelerazione dovuta alla pressione di radiazione esercitata sulla vela solare.
4. Controllo dell'assetto mediante pannelli a riflettanza variabile

La missione comprende anche l'investigazione su aspetti dello spazio interplanetario, come il vento solare e la polvere cosmica.

## Missione
La sonda, montata su un vettore H-IIA della Japan Aerospace Exploration Agency (JAXA) insieme alla sonda Akatsuki, è stata lanciata il 20 maggio 2010.
La vela ha completato con successo il suo dispiegamento il 10 giugno 2010. La sonda conteneva due fotocamere eiettabili, DCAM1 e DCAM2, per visualizzare l'andamento della vela dall'esterno. La sonda ha accelerato e si è orientata con successo verso Venere, che ha raggiunto con successo l'8 dicembre dello stesso anno. Nel dicembre 2010 tutti gli scopi primari della missione erano stati portati a termine, tuttavia la missione è stata prolungata per collaudare l'innovativo sistema a vele. Nel 2015, essa sta orbitando intorno al sole, e si trova a circa 120 milioni di chilometri da noi.

## Progetto
La vela quadra, dispiegata con un movimento rotatorio, ha una diagonale di 20 metri ed è costituita da un foglio di Poliimmide spesso 7,5 μm.  Nella vela è incorporato un pannello fotovoltaico a film sottile. Nella vela sono inoltre incorporati otto pannelli a cristalli liquidi, la cui riflettanza può essere modulata per controllare l'assetto. La vela contiene anche otto rilevatori di polvere cosmica come parte del carico a fini scientifici.

## Sviluppi futuri
La missione ha completato con successo la sua fase nominale nel dicembre 2010, superando anche un sorvolo di Venere. L'ultimo segnale è stato ricevuto nel 2015, e la missione è stata ufficialmente terminata nel maggio 2025. Sarà seguita da un nuovo tentativo, che farà uso di una vela da 50 m, progettata per condurre una sonda fino a Giove e ai suoi asteroidi troiani, nel corso dello stesso decennio.